# Die zentralen Nebensächlichkeiten der Demokratie
Die zentralen Nebensächlichkeiten der Demokratie (Untertitel: Von Applausminuten, Föhnfrisuren und Zehnpunkteplänen) ist ein Buch des Politikwissenschaftlers Philip Manow. Es erschien 2017 im Rowohlt Verlag. Zentrale These der als Wörterbuch angelegten Publikation ist, dass man an Nebensächlichkeiten, wie Frisuren, Bekleidungs- und Ernährungsvorlieben von Politikern und ihren Wohnungen, aber auch ihren Lieblingstieren, Wesentliches über die aktuelle Politik lernen könne.

## Inhalt

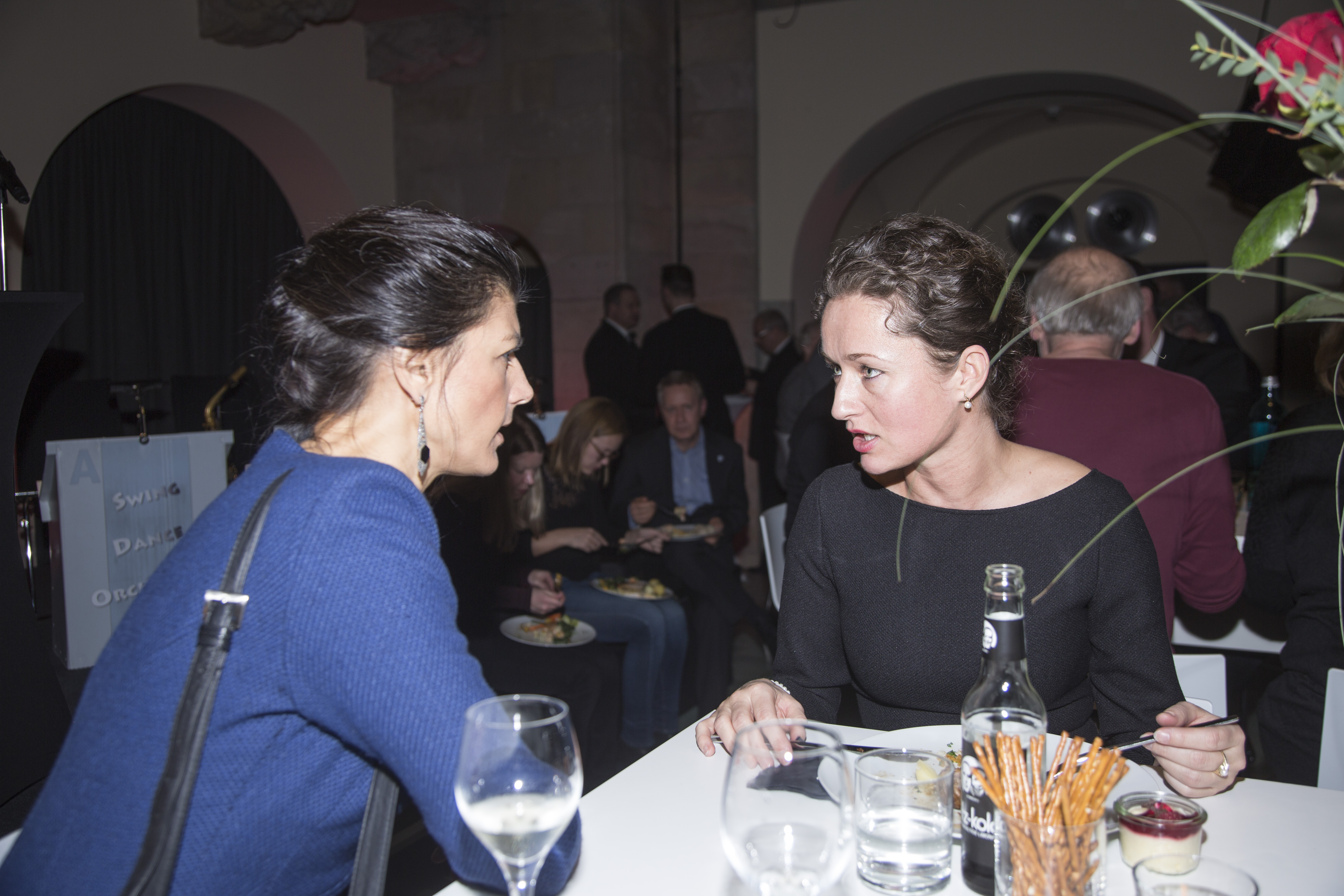
Sahra Wagenknecht (links), 2018 bei einem Partei-Neujahrsemfang. Beim Hummeressen im Edelrestaurant wollte sie dagegen ungern fotografiert werden.

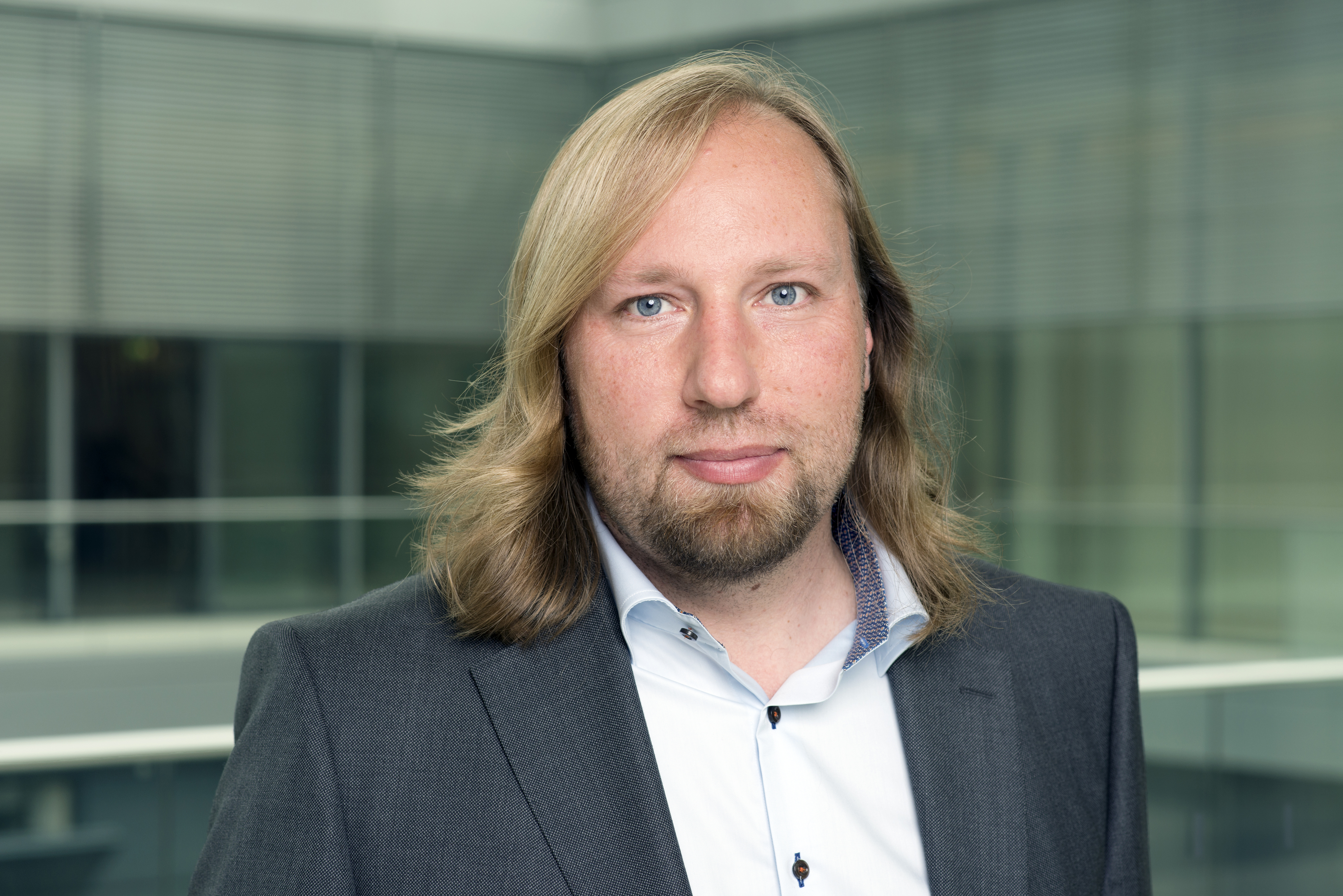
Anton Hofreiter zeigt laut Manow die „Dialektik des politischen Protesthaars – lang und lange gefönt.“

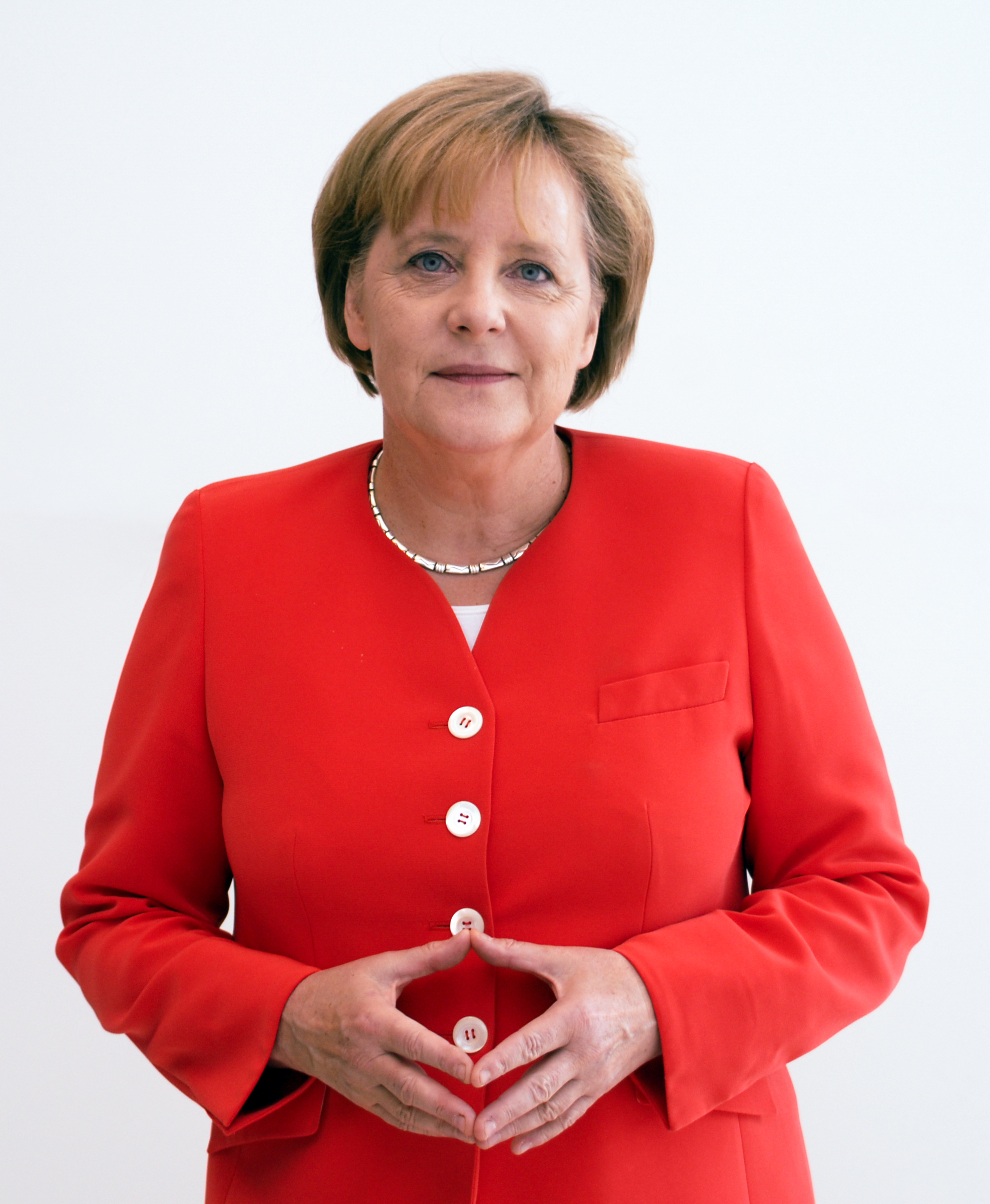
Merkel-Raute

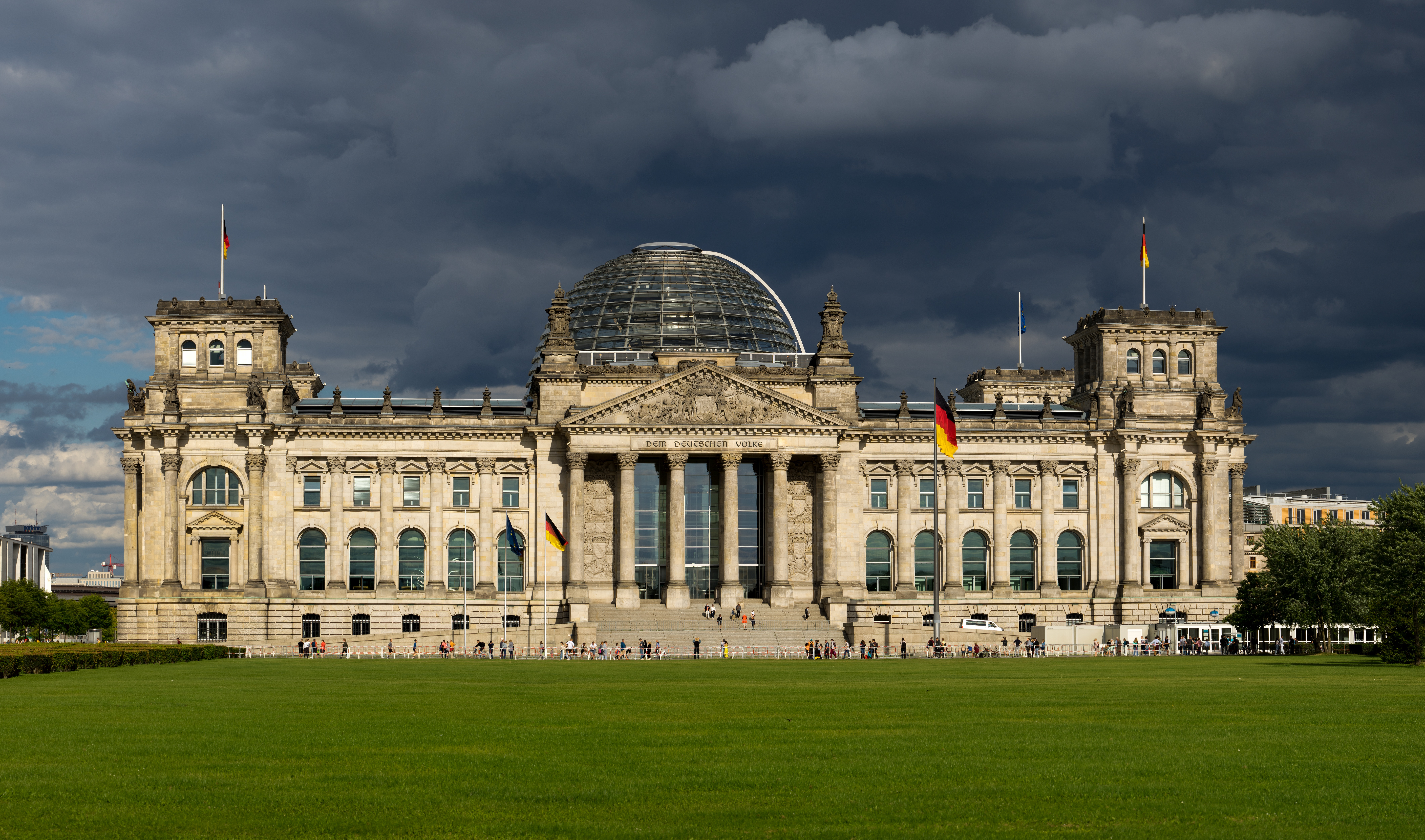
Reichstagsgebäude mit Rotunda

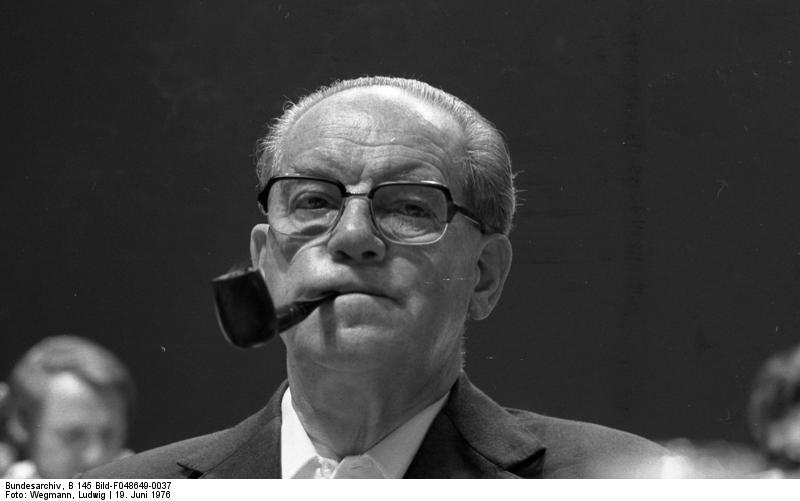
«In Bonn wird nicht regiert, sondern erigiert.» Herbert Wehner, hat er es gesagt oder nicht?

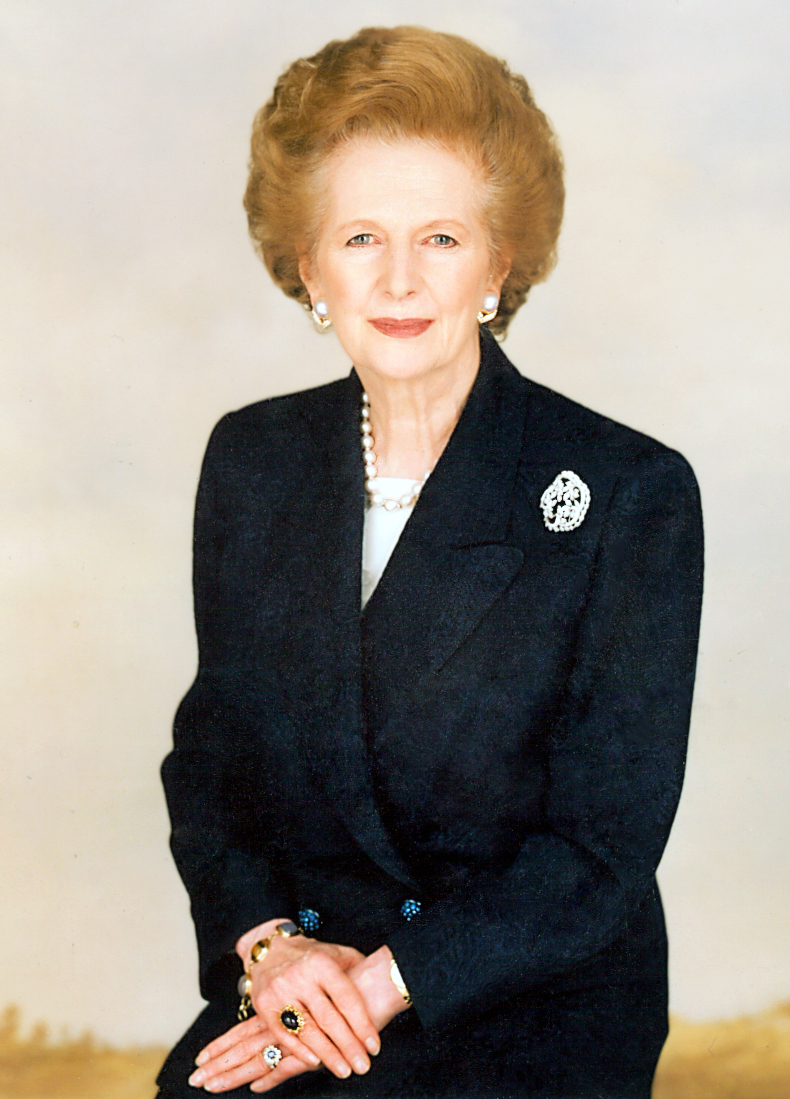
Margaret Thatcher, denkmalfähig?

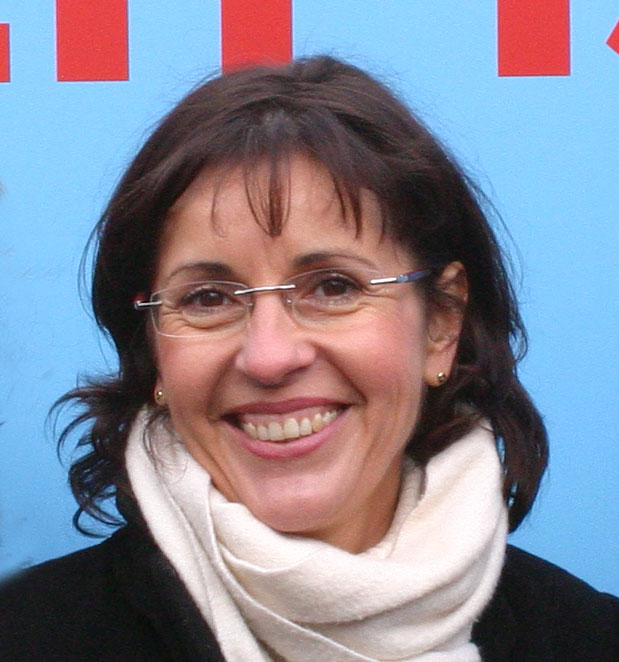
Andrea Ypsilanti, laut Manow „Episode“, also ein fast vergessener Politikerinnenname

Im Buch wird laut Manow im Vorwort A,B,C,D,mokratie der Frage nachgegangen, wie sich uns die repräsentative Demokratie präsentiert und welche Erscheinungsform sie hat. „Konkreter: wie sprechen Politiker und warum sprechen sie so, wie sie es tun? Wie gehen Politiker? Was ziehen sie an – und warum? Was essen sie – oder was behaupten sie üblicherweise zu essen? Wer darf wann und wo wie lange zu wem reden?“
Auch wenn nicht jeder Eintrag in seinem Wörterbuch demokratischer Nebensächlichkeiten völlig ernst zu nehmen sei, betont der Verfasser gleich zu Beginn, sei das Anliegen des Buches durchaus ernsthaft. Es reagiere auf zwei miteinander zusammenhängende Mängel des gegenwärtigen Verständnisses von Politik: „auf das weitgehende Desinteresse an ihren prozeduralen, praktischen Seiten einerseits und auf das Fehlen einer angemessenen Reflexion über die «dargestellte Wirklichkeit der Politik» andererseits.“
Die Einzelkapitel sind durchgehend alphabetisch angeordnet. Die ABC-Kette reiße nur deshalb nicht, vermerkt Rezensent Paul Munzinger (Süddeutsche Zeitung), weil viele Kapitel mit „grenzenlos kryptischen Titeln“ versehen seien. Die Titel sind:
- A,B,C,D, mokratie – Vorwort (S. 7. ff.)
- Applausminuten (S. 11 ff.): Über den Wert von Zeitmessungen von Beifallsbekundungen.
- bunt (S. 21 f.): Über politische Wortwahl.
- Burg Wulffenstein («die Gaube des Grauens») (S. 23 ff.): Stichwortgebend ist das Wohnhaus Christian Wulffs, dessen Finanzierung ihn das Amt des Bundespräsidenten kostete. Über die Provinzialität der architektonischen Spießigkeit und Provinzialität der Häuser deutscher Politiker. Aber auch über die schamlose Demonstration teuren schlechten Geschmacks (Trump).
- Chlorhühnchen (S. 27 ff.): Über die Essgewohnheiten in der Politik. Sahra Wagenknecht versuchte erfolglos die Verbreitung von Fotos von ihr beim Hummeressen in einem Brüsseler Spitzenrestaurant zu verhindern. Die Links-Rechts-Codierung erscheine asymmetrisch, „denn wie könnte man die Ess-, Trink - oder Wohngewohnheiten eines Konservativen als heuchlerisch entlarven?“[8]
- Delaberation (S. 37 ff.): Mit Carl Schmitt und Jürgen Habermas über Diskursgewohnheiten in der Politik. Und auch über das Filibustern im US-amerikanischen Senat, das durchaus auch „Inkontinenzkompensationskompetenz“ erfordert.[9]
- E-Democracy (S. 45 ff.): Über den Wert von vielen Klicks in den sozialen Medien.
- Flechtslipper (S. 53 ff.): Über die Kleider(un)ordnung in der Politik.
- Gullydeckel (und Kokosnüsse – und Kamele) (S. 65 ff.): Über den Aufwand und die Zeremonien bei Staatsbesuchen, wozu auch zugeschweißte Gullydeckel gehören können.
- Hardwork, Softdrink (S. 75 ff.): Über Drogenkonsum in der Politik unter besonderer Berücksichtigung sozialdemokratischer Biertrinker wie Gerhard Schröder, aber auch US-Präsidenten, die lieber Pillen schluckten.
- Isoloir (S. 87 ff.): Ausführliche Reflektionen über die Wahlkabine.
- Jornada de Reflexión (S. 99 ff.): Über das Wahlgeheimnis, Umfragen und Prognosen.
- Kinsley gaffe (S. 107 ff.): Über vorhandene und nicht vorhandene Redekunst.
- Locken im Wind (S. 119. ff.): Anton Hofreiter, Donald Trump und Geert Wilders zum Trotz sei das Frisurenthema vornehmlich eine Geschichte vom Aufstieg der Frauen in der Politik, denn Männer hätten gemeinhin keine Frisuren (Angela Merkel aber auch viele Jahre nicht). Der schwerste aller Vorwürfe an Politiker und Politikerinnen (wie etwa gegenüber Ursula von der Leyen oder Karl-Theodor zu Guttenberg bei ihren Truppenbesuchen in Afghanistan) sei: „Die Frisur sitzt.“[10]
- Mally, Kapuzineräffchen (S. 129 ff.): Über Tiere an der Seite von Politikern.
- Now watch this drive! (S. 139 ff.): Über golfspielendene US-Präsidenten – aber auch Angela Merkel in der Umkleidekabine der Fußballnationalmannschaft.
- Öltanks (Ich bin zwei) (S. 147 ff.): Über Werbetexte in der Politik.
- Parlamentari pianisti (S. 155 ff.): Über Abstimmungsverfahren in der Politik.
- Quando (Sag mir) (S. 167 ff.): Über Fristsetzungen in der Politik à la „Am 28., 24 Uhr, isch over!“ (Wolfgang Schäuble in Richtung griechischer Regierung).
- Raute (S. 171 ff.): Das Motto laute zugespitzt, „politisches Überleben durch mediales Totstellen – indem man zur Statue erstarrt und ikonisch wird.“[11]
- Revolving door (S. 176 ff.): Über die Funktion von Türen in der Politik. Sie seien in erster Linie zum Durchgehen da.
- Rotunda (S. 181 ff.): Über architektonische Rätsel der Politik – insbesondere von Parlamentsgebäuden.
- Sommerreise (S. 187): Nur ein Foto von Leonid Iljitsch Breschnew in Badehose, telefonierend. Bildunterschrift: „Dieser Souverän trägt souverän.“[12]
- Soundbites (S. 188 ff.): Noch einmal über die politische Rede und besonders die hohe Kunst, mit ihr den „Eindruck politischer Bestimmtheit mit einer Spur politischer Unbestimmtheit zu verbinden“.[13]
- Stamina (S. 201 ff.): Über Bäuche und Steuerklärungen.
- Trafalgar Square (S. 205 ff.): Über Leben, Tod und „Denkmalfähigkeit“ der Margaret Thatcher.
- Urne (S. 213 ff.): Über Wahllokale und das Recht, sie zu nutzen.
- Verlobungsringe (Dior, je 19.000 Euro) (S. 219 ff.): Über Liebe und Sex in der Politik.
- Walks, silly (S. 225 ff.): Über die Rolle des Gehens in der Politik als „Zeichen der Dynamik und Entschlusskraft, stets geprägt von Zeitknappheit“.[14]
- Frau XY (S. 237 ff.): Über fast vergessene und nicht vergessene Namen sowie mindestens dreiteilige Namen in der Politik, wie Sabine Leutheusser-Schnarrenberger, Annegret Kramp-Karrenbauer, Alexandra Dinges-Dierig, Margaretha Hölldobler-Heumüller, Burkhardt Müller-Sönksen, Bernhard Schulte-Drüggelte.[15]
- You stand where you sit (S. 245 ff.): Über politische Sitzordnungen.
- Zehnpunkteplan (S. 251 ff.): Manow fragt sich, warum es stets zehn Punkte sein müssen und nicht neun oder 13. Dazu bemerkt Munzinger: Komisch sei, dass Manow diese Frage nicht auch auf sein eigenes Buch übertragen hat. Sei es nicht ebenso wundersam, dass sich seine Ideen wie von Zauberhand ins Alphabet einreihen?[7]

## Rezeption
Florian Meinel (Frankfurter Allgemeine Zeitung) weist auf das „fundamental paradoxe Verhältnis vor allem der bundesrepublikanischen Gesellschaft zu ihrer politischen Klasse“ hin. Politik gebe es (von wenigen Ausnahmen abgesehen) nur noch als Hauptberuf. Gleichzeitig stünden Politiker unter einem notorischen Normalitätsdruck. Sie dürften die Macht, das Kennzeichen ihres Berufs, nicht als Statussymbol tragen. Jede professionelle Distinktion sei damit latent verdächtig: extravagante Kleidung wie auch besondere Ess-, Trink- und Rauchgewohnheiten oder Frisuren, wie Manow detailliert aufliste. Gerade das völlig Gewöhnliche werde vom Bürger honoriert.
Manow wisse, worauf Politiker, die ankommen wollen, heutzutage achten müssen. Und er erkläre, welche Rolle in diesem Geschäft Fußgängerzonen, Parkplätze vor Möbelhäusern und Vereinskioske spielen. Wer die heutige Bild- und Formensprache des Politischen nur in Begriffen der Repräsentation, als Modus der Darstellung von Herrschaftsansprüchen deute, dem entgehe die Pointe der Darstellung massendemokratischer Politik. Wer schon immer die Tagesschau mit anderen Augen sehen wollte, in diesem Buch könne er es lernen.
Paul Munzinger, der Rezensent der Süddeutschen Zeitung, meint, Manow habe kluge und streitbare Thesen ersonnen, beklagt aber die „maximale Orientierungslosigkeit“ des Inhaltsverzeichnisses. Die gewählte Form des Wörterbuchs sei unpassend. Das Ergebnis der einzelnen Kapitel bleibe stets mehr oder minder das Gleiche: In der medial bis in die letzte Ecke ausgeleuchteten Demokratie sei es der Wähler, der das Erscheinungsbild der Politik formt. Die Sprache der Politiker, ihre Häuser, ihre Frisuren, ihre Vorlieben beim Essen, ihre sportlichen Aktivitäten, ihr Verhältnis zu Tieren und Alkohol – alles sei genormt, „austauschbar, glatt geschliffen in der Druckkammer der Öffentlichkeit“. Das politische Personal versammele sich in der demokratisch akzeptablen Mitte und panzere sich dort ein – sprachlich, äußerlich, menschlich. Ergebnis davon sei die „Schizophrenie des Publikums“: Das wende sich angeödet vom Mittelmaß ab, das es selbst geschaffen habe.